# Maladie de Panama
La maladie de Panama , ou fusariose du bananier, est une maladie fongique qui affecte les bananiers (Musa spp.). Diagnostiquée initialement au Panama, elle s'est répandue par la suite dans de nombreuses régions bananières. Elle est due à un champignon vivant dans le sol, Fusarium oxysporum f. sp. cubense, forme particulière (forma specialis) de l'espèce Fusarium oxysporum. Cette maladie tue plus ou moins rapidement les bananiers des variétés sensibles. Elle a notamment décimé les plantations de la variété de banane Gros Michel dans les années 50, ce qui a amené l'essor de la variété Cavendish.

## Histoire
La fusariose du bananier a été découverte pour la première fois en 1874 en Australie par Joseph Bancroft (en),  chirurgien, pharmacologue et parasitologue anglais émigré en Australie. Des épidémies ont ensuite été signalées en Amérique centrale (Costa Rica et Panama en 1890). Cette maladie, dont la cause était alors inconnue, a été nommée « maladie de panama »  en raison de sa découverte précoce au Panama et des dégâts importants qu’elle a causés aux bananeraies de ce pays.
Le phytopathologiste américain Erwin Frink Smith a isolé en 1910, sur un échantillon de tissu végétaux en provenance de Cuba, l'agent causal de la maladie qu'il a appelé Fusarium cubense. Cependant, le caractère pathogène de ce champignon pour le bananier n'a été formellement démontré qu'en 1919 par Elmer Walker Brandes, autre phytopathologiste américain, en faisant pousser des bananiers dans un sol infesté par le champignon, mais préalablement stérilisé à la vapeur,.
En 1935, Fusarium cubense a été reconnu comme une variante de Fusarium oxysporum et renommé Fusarium oxysporum f. sp. cubense par H. W. Wollenweber et O. A. Reinking dans leur important travail de systématique sur le genre Fusarium (Die Fusarien, Berlin).
Dans les années 1950, une première variété de la maladie de Panama a notamment décimé les plantations de la variété de banane Gros Michel.
Dans les années 2010, la maladie s’est propagée sous une nouvelle forme, encore plus meurtrière, de l’Asie du Sud-Est aux plantations d’Afrique, au Moyen-Orient et en Australie. 
En 2019, la Colombie, le cinquième plus grand exportateur de bananes au monde, a déclaré l’état d’urgence après la découverte du champignon dans une plantation de 175 hectares.

## Évolution de la maladie

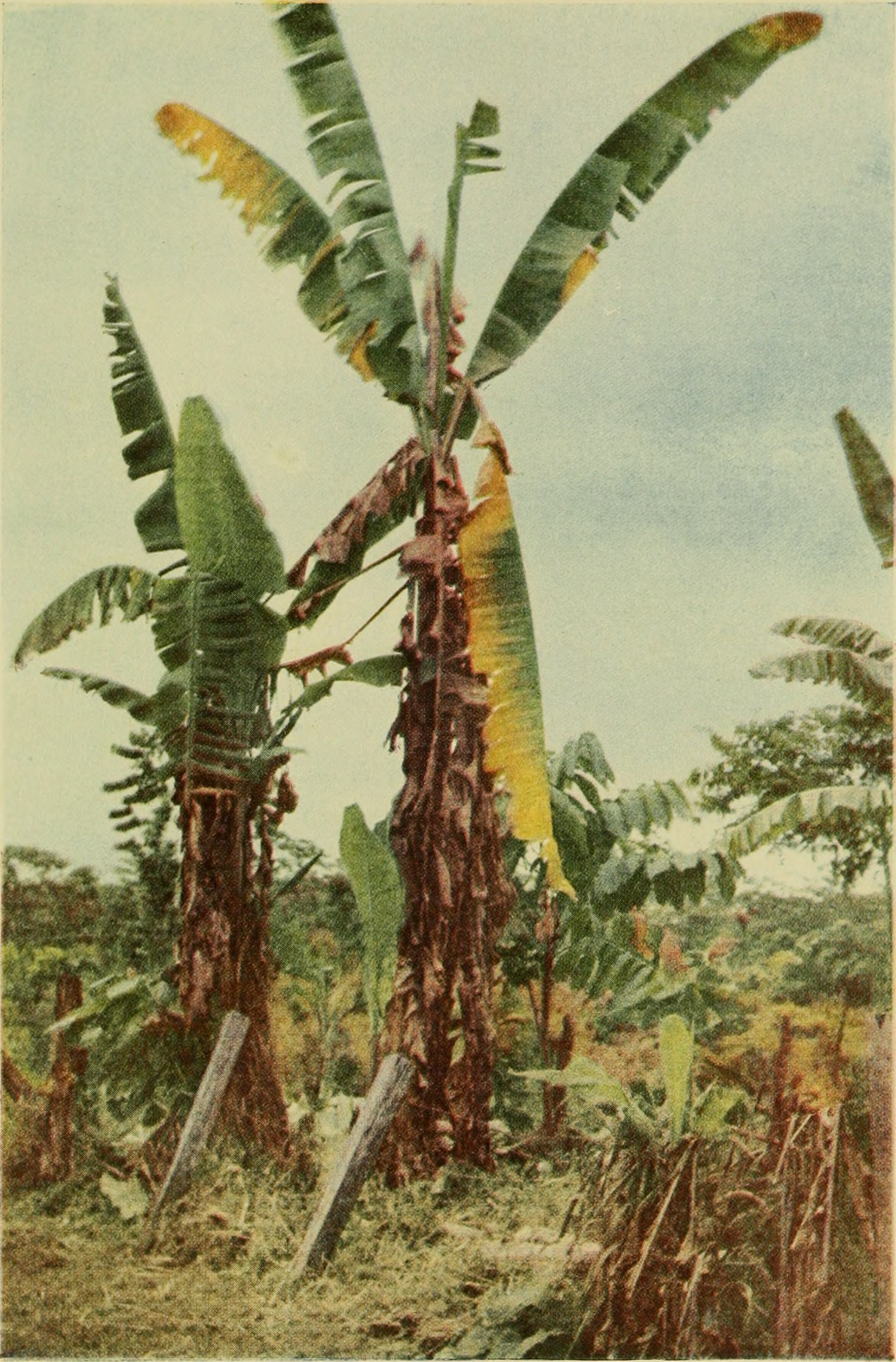
Bananier affecté par la maladie (variété 'Gros Michel', Costa-Rica, E. W. Brandes, 1919).

On observe d'abord extérieurement un dessèchement et un jaunissement des plus vieilles feuilles qui cassent ensuite au niveau du pétiole, donnant l’aspect d’une jupe autour du bananier. S'il parvient à fructifier, le bananier touché donnera des fruits de très mauvaise qualité. Souvent, les jeunes plants touchés restent petits et malingres; et de toute façon, finissent très souvent par mourir.
Intérieurement, on observe une décoloration nette et typique des tissus vasculaires ; aussi bien au niveau des racines, du bulbe, du stipe que du pédoncule des fleurs. Ceux-ci passent de jaune à rouge puis brun.
Cette maladie se propage surtout via des rejets infectés et replantés.
Ceux-ci, qui semblent sains au départ, développent la maladie quelque temps plus tard. Les plantes atteintes ne fructifient pas, dépérissent et des plantations entières sont parfois totalement perdues. C'est encore plus vrai pour certaines variétés plus sensibles.
Ce champignon peut vivre dans le sol plus de 25-30 ans et infecter les nouveaux bananiers sensibles plantés. De plus, il n’existe aucun remède efficace contre la fusariose du bananier.

## Méthodes de lutte
Seules des mesures préventives et radicales permettent de limiter la propagation de la maladie :
- Détruire systématiquement et immédiatement les plantes malades et leurs rejets qui sont probablement infectés (même s’ils ne présentent pas de symptômes).
- Ne pas disperser les résidus de bananiers malades (prendre aussi garde à la terre collée aux outils, chaussures, etc).
- Planter des variétés résistantes.